# Lac Cachisca
Le lac Cachisca constitue un plan d'eau du bassin versant rivière Broadback, dans le territoire de Eeyou Istchee Baie-James (municipalité), dans la région administrative du Nord-du-Québec, dans la province de Québec, au Canada. Ce lac fait partie du territoire de la Réserve faunique Assinica et du canton de Turgis.
La foresterie constitue la principale activité économique du secteur. Les activités récréotouristiques arrivent en second.
La plus proche route forestière est située à 50,3 km au Sud-Est du lac, soit la route contournant par le Nord le mont Opémisca ; cette route rejoint vers le Sud la route 113 (reliant Lebel-sur-Quévillon et Chibougamau) et le chemin de fer du Canadien National.
La surface du lac Cachisca est habituellement gelée du début novembre à la mi-mai, toutefois la circulation sécuritaire sur la glace se fait généralement de la mi-novembre à la mi-avril.

## Géographie
Le lac Cachisca comporte une longueur de 15,9 km, une largeur maximale de 6,2 km et une altitude de 350 m. La forme du lac est plus étroite vers le Nord et plus évasée vers le Sud où il y a plusieurs îles et presqu’îles.
Le lac Cachisca est encastré entre le lac Opataca (à l’Est) et le lac Assinica (à l’Ouest). Le lac Cachisca est situé au Sud de montagnes dont plusieurs sommets atteignent plus de 500 m  : onze sommets au Nord et six sommets à l’Ouest.
L’embouchure du lac Cachisca est localisée à :
- 8,8 km à l’Est de l’embouchure du lac Comencho ;
- 20,6 km au Sud-Est de l’embouchure du lac Assinica ;
- 45,9 km au Sud-Est de l’embouchure de la rivière Assinica (confluence avec la rivière Broadback ;
- 142,6 km à l’Est de l’embouchure du lac Evans ;
- 283 km à l’Est de l’embouchure de la rivière Broadback (confluence avec la Baie de Rupert) ;
- 76,3 km au Nord-Ouest du centre-ville de Chibougamau ;
- 73,5 km au Nord-Ouest du centre du village de Chapais (Québec)[1].

Les principaux bassins versants voisins du lac Cachisca sont :
- côté Nord : lac Frotet, lac Regnault, rivière Châtillon, rivière Broadback, lac Troilus ;
- côté Est : lac Opataca, rivière Brock Ouest, rivière Brock Nord, rivière Chibougamau, lac Mistassini ;
- côté Sud : Lac Comencho, lac Waposite, rivière Chibougamau, rivière Brock (rivière Chibougamau) ;
- côté Ouest : ruisseau Naomi, rivière Omo, lac Omo, rivière Maicasagi.

## Toponymie
Jadis, ce plan d’eau était désigné « Lac Capacwachipsca ». En 1939, la Commission de géographie du Québec avait officialisé cet hydronyme. D’origine cri, cet hydronyme traduit une forme abrégée de « Capacwachipsca », qui pourrait signifier « lac du rocher en eau peu profonde ».
Le toponyme "lac Cachisca" a été officialisé le 5 décembre 1968 par la Commission de toponymie du Québec, soit lors de sa création.